# Kathrin Mädler (Intendantin)
Kathrin Mädler (geb. 1976 in Osnabrück) ist eine deutsche Dramaturgin, Theaterregisseurin und Intendantin.

## Leben
Mädler studierte Dramaturgie sowie Theater- und Literaturwissenschaft an der Ludwig-Maximilians-Universität München und der Bayerischen Theaterakademie August Everding. Weitere Studien in Cincinnati, Ohio und an der University of California in Irvine folgten, bevor sie in München diplomierte und promovierte.
Nach Lehraufträgen an der LMU München und der WWU Münster war sie Gastregieassistentin am Staatstheater Karlsruhe und am Burgtheater Wien.
2005 wurde sie ans Staatstheater Nürnberg als Schauspieldramaturgin und Regisseurin engagiert. Von dort ging sie 2012 als leitende Schauspieldramaturgin ans Theater Münster. 2016 verließ sie Münster und ging ans Landestheater Schwaben in Memmingen als Intendantin. Im Juli 2020 wurde bekannt, dass der Zweckverband des Landestheaters Schwaben den Vertrag mit Intendantin Mädler um fünf Jahre verlängert hat. Beim Theaterpreis des Bundes 2019 war das Landestheater Schwaben eines der elf Preisträger gewesen.
Kathrin Mädler ist seit Juni 2019 zusammen mit Hasko Weber Vorsitzende der Intendant*innengruppe im Deutschen Bühnenverein.
2022 übernahm sie die Intendanz des Theaters Oberhausen im Rheinland.

## Belege
1. ↑  Memmingen: Intendantin Kathrin Mädler verlängert: Zweite Runde, nachtkritik.de vom 10. Juli 2020, abgerufen am 11. Juli 2020.
2. ↑  Intendant*innengruppe im Deutschen Bühnenverein
3. ↑  Intendantin Kathrin Maedler verlässt das Landestheater Schwaben, abgerufen am 8. Januar 2021

| Personendaten    | Personendaten                                            |
| ---------------- | -------------------------------------------------------- |
| NAME             | Mädler, Kathrin                                          |
| KURZBESCHREIBUNG | deutsche Dramaturgin, Theaterregisseurin und Intendantin |
| GEBURTSDATUM     | 1976                                                     |
| GEBURTSORT       | Osnabrück                                                |